# Курковиці
Курковиці (рос. Курковицы) — присілок у Волосовському районі Ленінградської області Російської Федерації.
Населення становить 1408 осіб. Належить до муніципального утворення Калитинське сільське поселення.

## Історія
Від 1 серпня 1927 року належить до Ленінградської області.

## Населення
| 2007 | 2010  | 2017  |
| ---- | ----- | ----- |
| 1331 | ↗1378 | ↗1408 |